# Беренцвейг, Эндрю
Эндрю Дэвид Беренцвейг (англ. Andrew David Berenzweig; ивр. אנדרו דיוויד ברנצוויג; родился 8 августа 1977 г.) — бывший американский профессиональный хоккеист. Он готовился в школе Лумис Чаффи и играл за команду Мичиганского университета. Был выбран клубом «Нью-Йорк Айлендерс» на драфте НХЛ 1996 года.

## Игровая карьера
Беренцвейг был продан «Нью-Йорк Айлендерс» в «Нэшвилл Предаторз» в обмен на выбор в четвертом раунде драфта НХЛ 1999 года. Позже его обменяли в «Даллас Старз», которые оставили его без защиты на драфте НХЛ 2003 года. Не выбранный ни одной командой, Беренцвейг получил отказ и был назначен в филиал низшей лиги «Звезд» Юта Гриззлис. Беренцвейг покинул «Гриззлис» без разрешения и был дисквалифицирован «Старз» за нарушение условий контракта.

## Личная жизнь
Беренцвейг — еврей, и с 2014 года Беренцвейг работает в страховой компании The Hylant Group.